# Russkoje
Russkoje (russisk: Русское) er en russisk spillefilm fra 2004 instrueret af Aleksandr Veledinskij.

## Medvirkende
- Andrej Tjadov som Ed
- Olga Arntgolts som Svetka
- Jevdokija Germanova
- Mikhail Jefremov
- Vladimir Steklov som Zilberman